# Zsombor Berecz
Zsombor Berecz (Budapest, 26 de abril de 1986) es un deportista húngaro que compite en vela en la clase Finn.
Participó en cuatro Juegos Olímpicos de Verano, entre los años 2008 y 2020, obteniendo una medalla de plata en Tokio 2020, en la clase Finn.
Ganó dos medallas en el Campeonato Mundial de Finn, oro en 2018 y bronce en 2019, y cuatro medallas en el Campeonato Europeo de Finn entre los años 2016 y 2021.
Fue el capitán del equipo húngaro que ganó la SSL Gold Cup de 2023.

## Palmarés internacional
| \| Juegos Olímpicos \| Juegos Olímpicos \| Juegos Olímpicos \| Juegos Olímpicos \| \| Año \| Lugar \| Medalla \| Clase \| \| ------------------ \| --------------------- \| ----------------- \| ---------------- \| \| 2020 \| Tokio (Japón) \| Medalla de plata \| Finn \| \| Campeonato Mundial \| \| \| \| \| Año \| Lugar \| Medalla \| Clase \| \| 2018 \| Aarhus (Dinamarca) \| Medalla de oro \| Finn \| \| 2019 \| Melbourne (Australia) \| Medalla de bronce \| Finn \| \| Campeonato Europeo \| \| \| \| \| Año \| Lugar \| Medalla \| Clase \| \| 2016 \| Barcelona (España) \| Medalla de plata \| Finn \| \| 2019 \| Atenas (Grecia) \| Medalla de bronce \| Finn \| \| 2020 \| Gdynia (Polonia) \| Medalla de oro \| Finn \| \| 2021 \| Vilamoura (Portugal) \| Medalla de oro \| Finn \| |                       |                   |       |
| Juegos Olímpicos |                       |                   |       |
| Año | Lugar                 | Medalla           | Clase |
| 2020 | Tokio (Japón)         | Medalla de plata  | Finn  |
| Campeonato Mundial |                       |                   |       |
| Año | Lugar                 | Medalla           | Clase |
| 2018 | Aarhus (Dinamarca)    | Medalla de oro    | Finn  |
| 2019 | Melbourne (Australia) | Medalla de bronce | Finn  |
| Campeonato Europeo |                       |                   |       |
| Año | Lugar                 | Medalla           | Clase |
| 2016 | Barcelona (España)    | Medalla de plata  | Finn  |
| 2019 | Atenas (Grecia)       | Medalla de bronce | Finn  |
| 2020 | Gdynia (Polonia)      | Medalla de oro    | Finn  |
| 2021 | Vilamoura (Portugal)  | Medalla de oro    | Finn  |